# Извештај са Европе
Извештај са Европе (енгл. Europa Report) је научнофантастични трилер из 2013. године, чији је режисер Себастијан Кордеро. Филм се бави путовањем људске посаде која је послата у експедицију на Јупитеров месец Европу, у потрази за живим организмима испод залеђене површине океана. Међутим долази до квара на броду, и посада губи контакт са контролом на Земљи.

## Радња
Радња филма је смештена у блиску будућност, када НАСА открива топлотно зрачење испод Јупитеровог месеца Европе. Приватна корпорација одлучује да пошаље људску експедицију састављену од 6 астронаута, који ће до свог циља путовати годину и по дана. После годину дана долази до соларне олује која изазива квар на броду, и престаје свака веза између брода и контроле на Земљи. Астронаути покушавају да отклоне квар, али том приликом страда један члан посаде. Након доласка на одредиште, долази до одређених проблема приликом слетања на површину, и брод слеће даље од планираног места. Брод започиње са бушењем површине леда, након чега избацује сонду која плови кроз воду, али убрзо долази до квара на сонди. Катја, једна од чланова посаде, излази на површину, и узима узорке испод испуцалог леда и податке шаље на брод, где посада анализом открива живе микроорганизме. Због зрачења Катја мора да се врати на брод, међутим примећује светлост и креће према њој, тада долази до пуцања леда и Катја пропада у воду. Брод покушава да напусти Европу, међутим долази до проблема и брод пада на површину, приликом чега гине још један члан посаде. Два члана посаде излазе на површину, и покушавају да поправе довод горива док брод није пропао кроз површину леда. Након што још један члан посаде пропада кроз лед, Андреј Блок (Mикаел Никвист), руски астронаут који је започео поправку схвата да није могуће поправити довод горива, и одлучује се на последњи корак, поправку комуникације и слање података на Земљу. Андреј поправља комуникацију, али Роза последњи преостали астронаут на броду губи контакт са Андрејом. Брод почиње да тоне кроз лед, и вода надире у брод. У последњем тренутку се активира комуникација са Земљом, где стижу сви подаци и последњи снимак са брода, снимак необичног створења налик на хоботницу које се кроз воду приближава према Рози, последњем преживелом члану посаде.

## Реакције публике
Филм је добио углавном позитивне оцене гледалаца. На сајту IMDb 19.8.2013. године, филм је имао оцену 6,5. Сајт "Metascore" је филму дао оцену 67 од 100. Астрономски сајт "space.com" је рекао да филм на врло реалистичан начин приказује како би изгледало истраживање свемира са људском посадом, и упоредио га са Кјубриковим филмом 2001: Одисеја у свемиру.